# Білгородський кисіль
Білгородський кисіль — український народний переказ, у якому розповідаються події, що відбулися при оточенні Білгорода печенігами у 997 році. За мотивами нього Олександр Олесь створив вірш.

## Історія
Коли Володимир у 997 році пішов до Новгорода до верхніїх воїнів проти печенігів, бо рать велика була безперестану, в той час довідалися печеніги, що князя нема, прийшли і стали навколо Білгорода. І не давали вони вийти з міста, настав голод у місті, і не можна було Володимиру допомогти їм. А не можна було піти йому через те, що ще не зібралися до нього воїни, печенігів було дуже багато. І затягнулась облога людей у місті, голод був великий, і вчинили цивільні віче, та сказали: «Так доведеться нам померти від голоду, а від князя помочі немає. То чи краще нам померти? Здамося печенігам. Адже когось вони таки залишать у живих, якщо кого умертвлять. Ми вже помираємо від голоду». У місті був старець, який не був на вічі, і він запитував: «Задля чого вчинили віче люди?». Вони й сказали йому, що завтра хочуть люди здатися печенігам. Це ж почувши, він послав посланця до старшин міських, і сказав їм: «Чув я, що ви хочете здатися печенігам?». Відповідь була така: «Не видержать люди голоду». Він розумним був, і мовив: «Послухайте мене. Не здавайтеся ще три дні, а що я вам звелю — те зробите. Зберіть по жмені вівса або пшениці, чи висівок». Люди були такі раді, вони обіцяли слухатися, і все зробити. На другий день, він звелій їм зробити бовтанку, із якої роблять кисіль, і викопати криницю та вставити туди кадіб, наливши в нього речовину. Разом з цим, викопати ще одну криницю з кадібом, та шукати меду. Вони пішовши взяли діжку з лубу меду, — бо воно було сховане в княжій медуші, — і в другій криниці так само. А на завтра сказав послати по печенігів. Місцяни пішовши, сказали печенігам: «Візьмите собі заручників наших, а вас з чоловік десять ідіть в місто, і побачите ви що діється в місті нашому». Печеніги зрадівши і думаючи, що вони хочуть здатися, взяли у них заручників, а самі вибрали ліпших чоловіків у родах своїх, і відправили їх до білгородчан. Коли вони прийшли туди, місцяни їм і сказали: «Навіщо ви губите себе, коли все не можете перестояти нас? Стійте хоч десять років, що ви можете зробити нам? Адже маємо ми спожиток від землі. Якщо ви не вірите, — подивіться своїми очима». Привели їх до криниці, де стояла бовтанка, і зачерпнули відром, і лили в гладишки, варили перед ними. А коли зварили кисіль, то узявши їх, привели до другого колодязя і зачерпнули сити. Білгородчани стали їсти спершу самі, а потім дали печенігам. Ворожі воїни здивувалися і сказали: «Не йнятимусь сьому віри наші князі, якщо не поїдять самі». Розповіли вони вдома про те, що відбулося. І зварили вони кисіль, і їли князі печенізькі, і здивувалися…. Забравши заложників, а тих пустивши, забралися вони чимдуж з Київської Русі — додому пішли.